# ادن بیلی
ادن بیلی (انگلیسی: Eden Bailey؛ زادهٔ ۴ فوریهٔ ۲۰۰۴) بازیکن فوتبال است.